# Рамон Беренгер I (граф Ампурьяса)
Рамон Беренгер де Арагон (исп. Ramón Berenguer de Aragón; 1308 — ок. 1366) — инфант Арагонский, граф де Прадес и 1-й барон Энтенса (1324—1341), граф де Ампурьяс (1341—1364).

## Биография
Младший (пятый) сын короля Хайме II Арагонского и Бланки Анжуйской. Его отец в 1324 году подарил ему графство Прадес и баронство Энтенса.
Инфант Рамон Беренгер провел много времени в Аликанте, который его отец завоевал для Арагонской короны. 4 мая 1334 года, в соборе Барселоны, его отец Хайме II сделал пожертвование с оговоркой о возвращении короне своему сыну, инфанту Рамону Беренгеру, город Эльче, с его портом на мысе Альжуб (также называемый Альжуге, Альгибе или Альджибес), который впоследствии получил название Пуэбло Нуэво и, наконец, Санта-Пола. 18 февраля 1337 года Рамон Беренгер дает совету Эльче разрешение на строительство «башни» на острове Санта-Пола (или Исла-Плана), которая принадлежала его территории, для охраны своего порта и мореплавателей. Ему принадлежали города Эльче, Санта-Пола, Кревильенте, Аспе и Монфорте-дель-Сид, регион, известный сегодня как Виналопо-Миджа. В 1341 году он обменял графство Прадес и баронство Энтенса со своим братом Педро де Арагон-и-Анжу на графство Ампурьяс. В те годы пребывания в Аликанте, в 1346 году, он женил одну из своих дочерей, Хуану, на сеньоре Вильены Фернандо Мануэле де Вильена, сыне дона Хуана Мануэля.
По смерти своего старшего брата Альфонсо IV (1336), у него сначала возникли некоторые недоразумения с новым королем Арагона, его племянником, Педро IV Церемонного, но после они были сглажены вмешательством его брата, Педро Арагонским. Рамон Беренгер стал близким соратником короля Педро IV.
Позднее он оказал большую помощь своему племяннику, королю Педро IV Арагонскому, посвятившему себя подавлению восстаний в Королевстве Валенсия (1347—1348).
В 1349 году Рамон Беренгер принял участие во вторжении в графство Руссильон, в войне против короля Мальорки Хайме III. В 1356 году он был отправлен послом к папе Иннокентию VI. В 1363 году он участвовал в обороне территорий Валенсии от кастильских войск Педро Жестокого.

## Погребение
Он был похоронен в монастыре проповедников Санта-Каталина в Барселоне вместе со своей второй женой Марией Альварес де Херика. Монастырь был снесен в 1835 году, и от могилы инфанта ничего не осталось.

## Браки и потомство
В 1326 году он хотел жениться на Беатрис де Херика, дочери Хайме II де Херика и его жены Беатрис де Лаурия, но в конце концов женился на своей двоюродной сестре Бланке де Таренто (1309—1337), дочери Фелипе I де Таренто, брата Бланки де Таренто, матери Рамона Беренгера, и его жена Тамар Анджелина Комнина. От этого брака родились:
- Хуана де Ампурьяс (1330—1395), также известная как Хуана Деспина, вышла замуж в 1346 году за сеньора Вильены Фернандо Мануэля де Вильена, сына дона Хуана Мануэля
- Бланка де Ампурьяс (1334-?), вышла замуж за Уго II де Кардона
- Хуан I Ампурьяс (1338—1398), 2-й граф Ампурьяс.

После смерти Бланки он хотел жениться на Леоноре Сицилийской (1325—1375), которая впоследствии стала третьей женой короля Арагона Петра Церемониального, но папа римский не одобрил этот брак. В 1338 году он женился на Марии де Херике, также называемой Марией Альварес, дочери барона Хайме II де Херика и Беатрис де Лаурия в соборе Валенсии. Он был отлучен от церкви как родственник Марии в третьей степени, хотя позднее получил папское разрешение. От этого брака не было детей.
В 1364 году он подарил графство своему сыну Хуану, в год женитьбы. С этого момента больше ничего достоверно не известно об инфанте Рамоне Беренгере, хотя кажется, что он поступил в монастырь как монах.